# 1er régiment étranger de parachutistes
Le 1er régiment étranger de parachutistes était un régiment de la Légion étrangère dans l'Armée de terre française créé en 1948 en tant que bataillon (1er BEP) et dissous en 1961 à la suite du putsch des généraux.

## Création et différentes dénominations
- 1er juillet 1948 : création du 1er BEP.
- 31 décembre 1950 : dissolution.
- 18 mars 1951 : nouvelle création du 1er BEP.
- 1er septembre 1955 : l'unité devient le 1er REP.
- 30 avril 1961 : dissolution définitive du 1er REP.

## Chefs de corps
1er BEP
- 1948 - 1950 : chef de bataillon Segretain[N 1]
- 1950 - 1950 : capitaine Raffalli[N 1]
- 1950 - 1950 : capitaine Vieules
- 1951 - 1952 : chef de bataillon Darmuzai
- 1952 - 1953 : chef de bataillon Brothier
- 1953 - 1954 : chef de bataillon Guiraud
- 1954 - 1954 : capitaine Chalony (par intérim)
- 1954 - 1954 : capitaine Denoix de Saint-Marc (par intérim)
- 1954 - 1954 : capitaine Germain
- 1954 - 1954 : chef de bataillon Pierre Paul Jeanpierre (1912-1958)

1er REP
- 1955 - 1956 : chef de bataillon Pierre Paul Jeanpierre (1912-1958)
- 1956 - 1957 : lieutenant-colonel Brothier
- 1957 - 1958 : lieutenant-colonel Pierre Paul Jeanpierre (1912-1958)
- 1958 - 1959 : colonel Brothier
- 1959 - 1960 : colonel Henri Dufour (1912-2001)
- 1960 - 1961 : lieutenant-colonel Guiraud

## Historique des garnisons, campagnes et batailles
Le 1er régiment étranger de parachutistes est né le 1er juillet 1948 à Khamisis, près de Sidi Bel Abbès, sous le nom de 1er bataillon étranger de parachutistes. Il est formé par le chef de bataillon Pierre Segretain qui choisit le capitaine Jeanpierre, qu'il a connu au Levant, comme adjoint.

### Guerre d'Indochine
Il embarque sur le Pasteur le 24 octobre à Mers el-Kébir et arrive en Indochine le 12 novembre à Haïphong. Durant toute la guerre d'Indochine le bataillon, dispersé dans plusieurs postes, interviendra principalement au Tonkin dans le nord de l’Indochine.
Il intègre en son sein la compagnie parachutiste du 3e REI du lieutenant Morin, qui a été l'unité test pour la création des légionnaires parachutistes, le 1er juin 1949.
Les 17 et 18 septembre 1950, le bataillon saute sur That Khe, afin de rejoindre le Groupement d'unités commandé par le lieutenant-colonel Lepage, parti de Lang Son pour secourir les éléments évacués de Cao Bang (bataille de la RC4). Il est anéanti presque entièrement au cours des combats dantesques qui ont lieu autour de Dong Khe et il est dissous le 31 décembre. Ses pertes sont de 21 officiers, 46 sous-officiers et 420 légionnaires dont le chef de corps, le chef de bataillon Segretain. Seuls une trentaine de parachutistes parviennent à rejoindre les lignes françaises, parmi lesquels le capitaine Jeanpierre qui deviendra, plus tard en Algérie, le chef de corps du 1er REP. 
Le 1er BEP est recréé le 18 mars 1951 à partir du reliquat du bataillon originel, regroupé provisoirement en une compagnie de marche au sein du 2e BEP, et de renforts venus du 3e BEP d'Afrique du Nord. Le 1er BEP comprend alors 3 compagnies (CCB, 1re et 2e compagnie) et la 1re CIPLE (1re compagnie indochinoise parachutiste de la Légion étrangère). Une 3e compagnie sera constituée en novembre 1952.
Le 1er septembre 1953 est créée la 1re compagnie étrangère parachutiste de mortiers lourds (1re CEPML) à partir d'éléments des 1er et 2e BEP. Cette unité est rattachée au 1er BEP.
Le 1er BEP sera à nouveau anéanti le 7 mai 1954 lors de la terrible bataille de Diên Biên Phu : il comptera 316 tués à l’issue des combats (sans compter les nombreux prisonniers qui ne rentreront pas de captivité des camps du Viêt-Minh).
Il embarque à Saïgon sur le Pasteur le 1er février 1955 et débarque à Mers el-Kébir le 24. Le 1er septembre 1955 le 1er BEP devient le 1er REP et s'implante à Zéralda dans la banlieue d'Alger.
Le 6 novembre 1956, le régiment débarque en Égypte à Port-Saïd et Port-Fouad dans le cadre de la crise du canal de Suez en tant qu'unité motorisée amphibie. Il sera évacué entre le 10 et le 22 décembre, date à laquelle la ville est remise aux troupes des Nations unies.

### Guerre d'Algérie
Dès 1957, le régiment rentre en Algérie où il participe à la bataille d'Alger avec les autres régiments de la 10e division parachutiste, pour violemment éradiquer les réseaux de résistants algériens dont les attentats causent de nombreuses victimes. 
Le régiment part ensuite en opérations dans les djebels. Le régiment stationne à Guelma avant de retourner à Zéralda.
Le 29 mai 1958, lors de l'opération « Taureau 3 » dans la région de Bou-Amhdad, son commandant, le lieutenant-colonel Pierre Paul Jeanpierre, est tué, son hélicoptère étant abattu par les rebelles. Son successeur, le colonel Brothier, reprend le commandement le 17 juin 1958 avec comme mission de sécuriser l'Algérie.

#### Participation au putsch d'Alger et dissolution
À la veille du putsch d'Alger d'avril 1961, le régiment est commandé par intérim par le commandant Hélie de Saint Marc, le lieutenant-colonel Guiraud étant en permission.
Le commandant Hélie de Saint Marc engage le régiment au côté des autres régiments putschistes, et c'est lui qui donne le coup d'envoi, le 21 avril 1961 dans la soirée, en marchant de Zéralda sur Alger. Le 1er REP occupe le Gouvernement général et l'immeuble de la radio-télévision. À la suite de la reddition de Saint Marc, le régiment est dissous le 30 avril sur ordre de Pierre Messmer, ministre des Armées. Les légionnaires quittent leur camp de Zéralda en reprenant la chanson d'Édith Piaf, Non, je ne regrette rien. 
Les officiers n'ayant pas démissionné sont ramenés en métropole et détenus au fort de Nogent en mai. Une partie des officiers déserte ensuite et passe à l'OAS (capitaine Sergent, lieutenant Degueldre, adjudant Robin, sergent Dovecar...)[réf. nécessaire].
Cette troisième dissolution sera la dernière et le régiment ne sera jamais recréé. De ce fait, le 2e REP est de nos jours le seul régiment étranger de parachutistes.
Stationnements
- Guelma
- Alger
- Zéralda

## Traditions

### Devise
Marche ou crève

### Insigne
L'insigne du 1er REP est une reprise de l'insigne du 1er BEP avec simplement un changement de lettre dans l'inscription, le B de bataillon étant remplacé par le R de régiment. L'insigne du 1er BEP a été créé en 1948 par le chef de bataillon Segrétain.

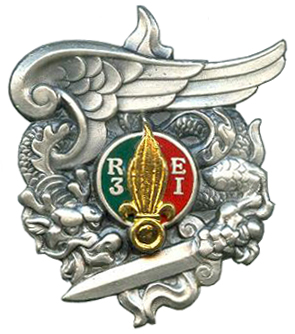
Compagnie para 3e REI
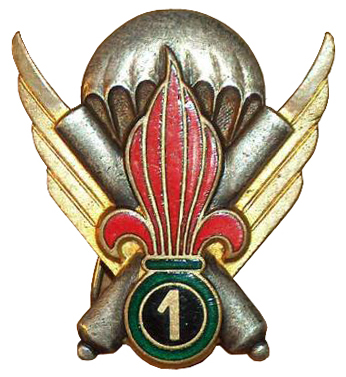
1re CEPML

### Drapeau
Le drapeau du 1er REP a été remis au lieutenant-colonel Brothier par le colonel Lennuyeux le 4 juin 1956 à Zéralda[réf. nécessaire].

Depuis le 14 septembre 2007, il porte peintes en lettres d'or dans ses plis les inscriptions suivantes,
- Camerone 1863
- Indochine 1948-1954
- AFN 1952-1962

### Décorations
Le drapeau est décoré de la croix de guerre des TOE avec 5 palmes, toutes obtenues lors de la guerre d'Indochine. Il porte en outre la fourragère aux couleurs de la médaille militaire avec olive des TOE.

## Personnalités ayant servi au sein du régiment
- Hélie de Saint Marc (commandant), ancien résistant et écrivain.
- Jean-Marie Le Pen (lieutenant) en 1956 et 1957, homme politique français, ancien président du Front national
- Pierre Sergent (capitaine), membre de l'OAS, écrivain .
- Roger Degueldre (lieutenant), ancien résistant et membre de l'OAS, fusillé le 6 juillet 1962.
- Albert Dovecar (sergent), membre de l'OAS d'origine croate, fusillé le 7 juin 1962.
- Pierre Jeanpierre (colonel), résistant et ancien chef de corps du régiment, il est l'un des rares survivants de la tragédie de la RC4. Il est tué à la tête du 1er REP le 29 mai 1958 en Algérie.
- Roger Faulques (lieutenant, commandant le Peloton d'élèves gradés du 1er BEP), mercenaire en Afrique après sa carrière en Algérie. Décédé en 2014.
- Pierre Segretain (chef de bataillon), créateur du 1er BEP, initiateur des unités de parachutistes dans la Légion étrangère, mort à la tête de ses hommes sur la route de Cao Bang, le 8 octobre 1950.
- Louis Stien (lieutenant au 1er BEP), ancien résistant, auteur du livre Les Soldats oubliés, prix Raymond-Poincaré 1993.
- Gabriel Chauvet, dit "Big Boy" (lieutenant au 1er BEP), ancien résistant
- Jacques Peyrat (lieutenant au 1er BEP), homme politique français, maire de Nice entre 1995 et 2008.
- Claude Tenne (légionnaire) au 1er REP, condamné pour meurtre, le seul à réussir une évasion du bagne de l'île de Ré le 3 novembre 1967, témoigne dans Claude Tenne, Mais le diable marche avec nous, éd La Table Ronde, 1968, 25 pp. 49-50[7].
- Tony Hunter-Choat (légionnaire au 1er REP), OBE, général de brigade (Brigadier (R)), British Army